# Hotdorix
 Pour plus de détails, voir Fiche technique et Distribution
Hotdorix est le titre d'un film pornographique français réalisé en 1999 par Alain Payet sorti en DVD en l'an 2000.

## Synopsis
Jules César lance un défi au village gaulois consistant à affronter les troupes romaines dans une joute amoureuse dont l'enjeu est une statue du dieu Hotdorix. Le moral des troupes étant au plus bas en raison d'un excès de baffes, la belle Flavia (Élodie Chérie) est spécialement venue de Rome accompagnée de ses « petites » (Karen Lancaume, Kate Moore, Coralie) afin de les entraîner. De son côté, le chef gaulois Zinedix (Roberto Malone) ne songe qu’à se livrer à des orgies avec une villageoise (Dolly Golden) pendant que sa fille (Silvia Saint) batifole avec Claudius, le chef des Romains (Bruno SX).

## Scènes pornographiques
Le film contient un total de sept scènes.
1. Silvia Saint, Bruno SX : Claudius poursuit la fille de Zinedix dans la forêt. Celle-ci fait semblant de s'enfuir et se laisse finalement rattraper.
2. Dolly Golden, Roberto Malone : La scène se déroule dans une hutte. Profitant de l'absence de sa femme, une villageoise apporte de la charcuterie à Zinedix. Zinedix fout tout en grapillant de la charcuterie.
3. Élodie Chérie, Bruno SX : Scène sous une tente romaine.
4. Coralie, Marc Barrow : Scène en extérieur. Coralie surprend un Gaulois pendant qu'il travaille.
5. Kate Moore, Marc Barrow, Patrice Cherflec : les Gaulois observent en ombre chinoise un couple en train de faire l'amour dans une tente. Un soldat romain survient et se mêle à la fête.
6. Silvia Saint, Jean-Pierre Armand : Un vieux soldat romain « fait encore honneur à César ».
7. Karen Lancaume, Roberto Malone : Le concours pour gagner la statue du dieu Hotdorix. Zinedix remporte l'épreuve haut la main tandis que le champion romain ne parvient même pas à avoir une érection.

## Fiche technique
- Titre : Hotdorix
- Réalisateur : Alain Payet
- Production : Colmax
- Distribution : Colmax
- Durée : 90 min
- Date de sortie : 2000
- Pays :  France
- Genre : pornographie
- Interdit aux moins de 18 ans

## Distribution
- Roberto Malone : Zinedix, le chef du village gaulois
- Silvia Saint : la fille du chef du village
- Élodie Chérie : Flavia
- Bruno SX : Claudius, le chef des Romains
- Dolly Golden : une villageoise
- Karen Lancaume : première Romaine
- Kate Moore : seconde Romaine
- Coralie : troisième Romaine
- Jean-Pierre Armand : un vieux soldat romain
- et aussi : Piotr Stanislas, Marc Barrow, Patrice Cherflec

## Production
Le film est une parodie des histoires d'Astérix.

### Lieux de tournage
Le film a été tourné dans les décors du village gaulois ayant servi pour Astérix et Obélix contre César  de Claude Zidi en 1999.